# 4947 Ninkasi
4947 Ninkasi (1988 TJ1) là một tiểu hành tinh Amor được phát hiện ngày 12 tháng 10 năm 1988 bởi C. S. Shoemaker ở Palomar.
Nó được đặt theo tên Ninkasi, the Sumerian goddess of wine and beer, who helped the god Lugalbanda rescue the tablets of fate from the demon Zu.